# Vulvitis
Vulvitis is in de geneeskunde een ontsteking (-itis) van de vulva, al dan niet (vaak wel) tezamen met ontsteking van de vagina (vaginitis), in welk geval men van vulvovaginitis spreekt.
De vulva is rood, gezwollen, meestal pijnlijk of jeukend en soms is er sprake van meer vaginale afscheiding dan normaal. Soms bestaan er huidkloofjes (ragaden) in de binnenste schaamlippen.
Er zijn veel mogelijke oorzaken:
- Door overmatige hygiëne wordt het natuurlijk evenwicht in de vagina/vulva vaak verstoord waardoor andere dan normale micro-organismen de overhand krijgen, zoals candida albicans of gardnerella vaginalis.
- Er kan sprake zijn van allergie voor reinigingsmiddelen (vochtige toiletdoekjes bijvoorbeeld).
- Er is ook weleens sprake van een gewone infectie met bijvoorbeeld streptococcen.
- SOA's zoals trichomonas vaginalis vormen de kleinste groep.
- Sommige huidafwijkingen zoals Lichen sclerosus ofwel LSEA geven vergelijkbare klachten maar zijn niet echt een ontsteking.